# 桂登志子
桂 登志子（かつら としこ）は、日本の女優。旧芸名は原田 清子。

## 出演

### 映画
- 「座頭市血笑旅」（1964年10月17日） - 子守り娘 役
- 「青いくちづけ」（1965年7月3日） - 町子 役
- 「徳川女刑罰絵巻 牛裂きの刑」（1976年9月4日）
- 「ドーベルマン刑事」（1977年7月2日） - トルコ嬢 役
- 「宇宙からのメッセージ」（1978年4月29日） - ジルーシアの女戦士 役
- 「赤穂城断絶」（1978年10月28日） - 吉良家奥女中 役
- 「その後の仁義なき戦い」（1979年5月26日） - 看護婦 役
- 「夢一族 ザ・らいばる」（1979年12月22日） - 募金者 役
- 「社葬」（1989年6月10日）

### テレビドラマ

#### 日本テレビ
- 「桃太郎侍」
  - 第26話「泥沼に咲いた紅い花」（1977年4月3日）
  - 第112話「紅い花散る地獄旅」（1978年12月3日）
  - 第176話「お江戸結婚相談所」（1980年3月2日）
  - 第208話「松竹梅 晴れて旅立ち」（1980年10月12日）
  - 第234話「金の鯱鉾の女」（1981年4月19日）
  - 第244話「義賊の恋」（1981年6月21日）
- 「長七郎江戸日記 第1シリーズ」第78話（1985年12月3日）
- 「八百八町夢日記 第2シリーズ」スペシャル（1991年10月8日）
- 「半七捕物帳」最終話（1993年3月2日）
- 「闇を斬る!大江戸犯科帳」第19話（1993年7月13日）

#### TBS
- 江戸を斬るシリーズ
  - 「江戸を斬る 梓右近隠密帳」第18話（1974年1月28日）
  - 「江戸を斬るVI」
    - 第21話「十手で物言う悪い奴」（1981年7月6日）
    - 第22話「小鈴に誓った恋三味線」（1981年7月13日） - 女中 役
- 水戸黄門シリーズ
  - 「水戸黄門 第6部」第14話「弥七二人旅 -津山-」（1975年6月30日） - 連れの女 役
  - 「水戸黄門 第7部」第22話「つけ馬連れた若旦那 -新潟-」（1976年10月18日） - 若荷屋の女中 役
  - 「水戸黄門 第8部」第14話「飛龍の火祭り -新宮-」（1977年10月17日） - 村娘 役
  - 「水戸黄門 第9部」第4話「芝居になった悪い奴 -福島-」（1978年8月28日） - 寿座の客 役
  - 「水戸黄門 第11部」第6話「奇祭 化け物まつりの対決 -鶴岡-」（1980年9月22日） - 庄屋の女中 役
  - 「水戸黄門 第13部」第20話「女桃太郎の鬼退治 -博多-」（1983年2月28日） - 仲居 役
  - 「水戸黄門 第14部」
    - 第11話「津軽馬鹿塗り駄目親父 -弘前-」（1984年1月9日） - 旅籠の女中 役
    - 第32話「灘の庄助 なぜ酔っぱらう -灘-」（1984年6月4日） -  女中 役

  - 「水戸黄門 第20部」第37話（1991年7月22日） - 長屋の女房 役
  - 「水戸黄門 第21部」第7話（1992年5月18日） - おみよの母親 役
  - 「水戸黄門 第22部」
    - 第5話「陰謀渦巻く大井川」（1993年6月14日）
    - 第14話「悪を懲らした姫だるま」（1993年8月16日）

  - 「水戸黄門 第30部」第19話（2002年5月20日）
  - 「水戸黄門 第33部」第7話（2004年5月31日） - 長屋の女将 役
  - 「水戸黄門 第34部」第19話（2005年5月30日） - 仲居 役
- 大岡越前シリーズ
  - 「大岡越前 第6部」第25話（1982年8月23日）
  - 「大岡越前 第7部」最終話（1983年10月24日）
  - 「大岡越前 第9部」第16話（1986年2月10日） - 長屋の女性 役
  - 「大岡越前 第10部」第15話（1988年6月6日）
  - 「大岡越前 第14部」第15話（1996年9月23日）
- ザ・サスペンス「名探偵・金田一耕助シリーズ」第1作（1983年2月19日）
- TBS大型時代劇スペシャル「太閤記」（1987年1月1日）

#### フジテレビ
- 「木枯し紋次郎」
  - 第1話「川留めの水は濁った」（1972年1月1日）
  - 第7話「六地蔵の影を斬る」（1972年2月12日）
- 「銭形平次」
  - 第496話「雨あがりの虹」（1975年11月12日） - 夜たか 役
  - 第530話「風前の灯」（1976年7月14日） - 女中 役
  - 第578話「人情寄席ばやし」（1977年6月22日）
  - 第595話「ひとでなし」（1977年10月26日）
  - 第603話「投げ銭を拾った娘」（1977年12月28日） - 女中 役
  - 第668話「危機一髪! 辰の下刻」（1979年9月18日）
- 時代劇スペシャル
  - 「風車の浜吉捕物綴」（1981年5月22日）
  - 「紫頭巾 京洛の大粛清」（1982年11月5日）
- 「影の軍団III」第22話（1982年8月31日）
- 「大奥」第17話（1983年7月26日） - 半下 役

#### テレビ朝日
- 遠山の金さんシリーズ
  - 「ご存じ金さん捕物帳」
    - 第12話「罠の中の花嫁」（1974年12月15日）
    - 第16話「芝居のいのち火」（1975年1月12日）

  - 「遠山の金さん」
    - 「遠山の金さん 第1シリーズ」
      - 第10話「仏の正体をあばけ!!」（1975年12月4日）
      - 第52話「明日を知らない女」（1976年9月30日）
      - 第63話「愛と憎しみの果て」（1976年12月16日）
      - 第101話「誰がための五百両」（1977年9月29日）- 女郎

    - 「遠山の金さん 第2シリーズ」第17話（1979年6月14日） - おとく 役

  - 「遠山の金さん」
    - 「遠山の金さん」
      - 第2話「大追跡! 消えた大砲」（1982年4月15日）
      - 第31話「大奥絵巻! 呪いの丑三つ刻」（1982年11月11日）
      - 第43話「おんな牢・般若彫りの女!」（1983年2月10日）
      - 第44話「悪女にされた深川芸者!」（1983年2月17日）
      - 第72話「闇祭り、狙われた花嫁行列!」（1983年10月27日）
      - 第73話「おんな牢秘話・二匹の女ねずみ小僧!」（1983年11月3日）
      - 第85話「危うし女太夫! 黒鳩大襲来!」（1984年2月16日）
      - 第98話「人呼んで"桜吹雪の女"II」（1984年5月31日）
      - 第105話「うたかたの夢・悪夢を見た華園の女!」（1984年7月19日）
      - 第133話「危険な密会・くれない族の乱舞!」（1985年2月28日）
      - 第143話「さすらいの黙示録・越後三味線の女III」（1985年5月30日）
      - 第154話「未婚の母! 愛の子育て夢日記」（1985年9月5日）

    - 「遠山の金さんII」第7話（1985年11月26日）

  - 「名奉行 遠山の金さん」
    - 「名奉行 遠山の金さん 第1シリーズ」第10話（1988年7月7日）
    - 「名奉行 遠山の金さん 第4シリーズ」第20話（1992年5月7日）
    - 「名奉行 遠山の金さん 第7シリーズ」第18話（1996年2月29日）
- 「五街道まっしぐら!」第2話（1976年10月23日）
- 「人形佐七捕物帳」
  - 第3話「呪われた錦絵美人」（1977年4月23日） - 女中 役
  - 第17話「怨霊を呼ぶ蛍屋敷」（1977年8月13日） - 女中 役
- 暴れん坊将軍シリーズ
  - 「吉宗評判記 暴れん坊将軍」
    - 第7話「賽の河原に立つ男」（1978年2月25日） - 奥女中 役
    - 第21話「纏は見ていた」（1978年6月3日） - 女中 役
    - 第25話「素破! 天下の一大事」（1978年7月8日） - 町人 役
    - 第43話「お庭番非情!」（1978年12月16日） - 女中 役
    - 第76話「正体見たり枯尾花」（1979年8月18日） - 初江 役
    - 第94話「初春や 昼行燈も浮かれ出し」（1980年1月5日） - 女房 役
    - 第103話「大騒動! 寄り道したのが悪かった」（1980年3月8日） - 侍女 役
    - 第111話「咲け! 姥捨山の恋」（1980年5月10日） - お端下 役
    - 第128話「あわれ、忍びの恋」（1980年9月6日） - かみさん 役
    - 第146話「ああ! 成敗涙あり」（1981年1月31日） - 女中 役
    - 第179話「狸侍一番手柄!」（1981年10月3日） - おきよ 役
    - 第188話「嵐を呼んだめ組の花嫁」（1981年12月5日） - おとよ 役
    - 最終話「しばし名残の八百八町」（1982年5月1日） - 女中 役

  - 「暴れん坊将軍II」
    - 第24話「おふう恋燈籠」（1983年8月20日） - おしま 役
    - 第34話「犬も喰わないめ組の喧嘩!?」（1983年11月5日） - 茶店の女中 役
    - 第47話「天下御免のじゃじゃ馬馴らし」（1984年2月11日） - 小女 役
    - 第63話「女の戦さ うわなり討ち!」（1984年6月2日） - 武家の先妻 役
    - 第71話「疑惑を呼んだ小さな命!」（1984年8月11日） - 女中 役
    - 第86話「吉宗、ざん悔の鬼剣舞!」（1984年12月8日） - 村の娘 役
    - 第106話「吉宗 狩り場の標的に起つ!」（1985年5月11日） - 女中 役
    - 第125話「女の聖域 駈込寺無情!」（1985年10月19日） - お照 役
    - 第177話「箱根八里の鬼退治!」（1986年12月13日） - お梅 役

  - 「暴れん坊将軍III」
    - 第5話「新さん 江戸の風に舞う!」（1988年2月6日） - 女中 役
    - 第19話「からくり盗っ人街道」（1988年5月21日） - 女官 役
    - 第28話「狙われた玉の輿!」（1988年7月23日） - 女中 役
    - 第49話「庶民の夢を喰った奴!」（1989年2月11日） - お春 役
    - 第117話「愛の漁火、九十九里に消えて」（1990年8月11日） - 仲居 役

  - 「暴れん坊将軍IV」
    - 第6話「天晴れ! 孝行息子に名裁き」（1991年5月18日） - 野次馬 役
    - 第27話「大奥の女」（1991年10月12日） - おふさ 役
    - 第53話「みちのく純愛行進曲!」（1992年4月18日） - 女中 役
    - 第71話「謎! 流人船、いずこへ」（1992年8月29日） - おかつ 役

  - 「暴れん坊将軍VI」
    - 第22話「しっかり女房、降参する」 - 女中 役
    - 第25話「怪奇! 天狗の花嫁」 - 女房 役

  - 「暴れん坊将軍VII」
    - 第16話「め組の喧嘩! 二人の女房」（1997年1月11日） - たき 役
    - 最終話「いなせ新さん、世直し道中」（1997年1月25日） - たき 役
- 「風鈴捕物帳」第6話（1978年11月30日） - 内儀 役
- 「赤穂浪士」第30話（1979年11月12日）
- 「長七郎天下ご免!」
  - 第5話「情け! 高麗人参」（1979年11月22日）
  - 第20話「恋も蕾の仇討ち」（1980年3月20日）
  - 第41話「紅い幽霊屋敷」（1980年8月14日） - 女中 役
  - 第58話「晴れ舞台 姉弟しぐれ」（1981年1月15日） - 女中 役
  - 第64話「春雪八丁ぼり情話」（1981年3月5日） - 湯女 役
  - 第80話「裏切り、花街なみだ糸」（1981年7月9日） - 女中 役
  - 第87話「秋の螢 暴れ遊女お仙」（1981年9月3日） - 奥女中 役
- 「柳生あばれ旅」
  - 第14話「忍者が泣いた港町 -吉田-」（1981年1月13日）
  - 第23話「必殺おんな馬子歌 -土山-」（1981年3月17日）
- 「源九郎旅日記 葵の暴れん坊」
  - 第16話「姫のお国の幽霊武者」（1982年8月28日） - 奥女中 役
  - 第37話「孤剣に賭けた越後の女」（1983年1月29日） - 女中 役
- 土曜ワイド劇場
  - 「山村美紗サスペンス・京都鞍馬殺人事件」（1986年2月8日）
  - 「山村美紗サスペンス・京都十条家の惨劇」（1990年8月4日）
  - 「山村美紗サスペンス・京都島原殺人事件」（1990年12月1日）
- 傑作時代劇「上意討ち 美女が惚れた腰抜け侍」（1987年7月2日）
- 「将軍家光忍び旅」最終話（1991年3月30日） - 農家のおかみ 役
- 「また又・三匹が斬る!」第15話（1991年8月29日）
- 「ご存知!旗本退屈男」第7作（1992年3月26日）
- 「銭形平次 第4シリーズ」第8話（1994年9月28日）
- 「京都迷宮案内 第3シリーズ」第12話（2001年5月3日）
- 「八丁堀の七人 第5シリーズ」第6話（2004年2月9日）

#### テレビ東京
- 「新 木枯し紋次郎」第21話（1978年2月22日）
- 「悪党狩り」第2話（1980年10月15日）
- 「あばれ八州御用旅 第4シリーズ」第3話（1994年4月22日）